# نانسي دي
نانسي دي (بالإنجليزية: Nancy Dye)‏ هي مؤرخة وأستاذة جامعية أمريكية، ولدت في 11 مارس 1947 في كولومبيا في الولايات المتحدة، وتوفيت في 28 أكتوبر 2015 في ليكوود في الولايات المتحدة.